# Solowjow D-25

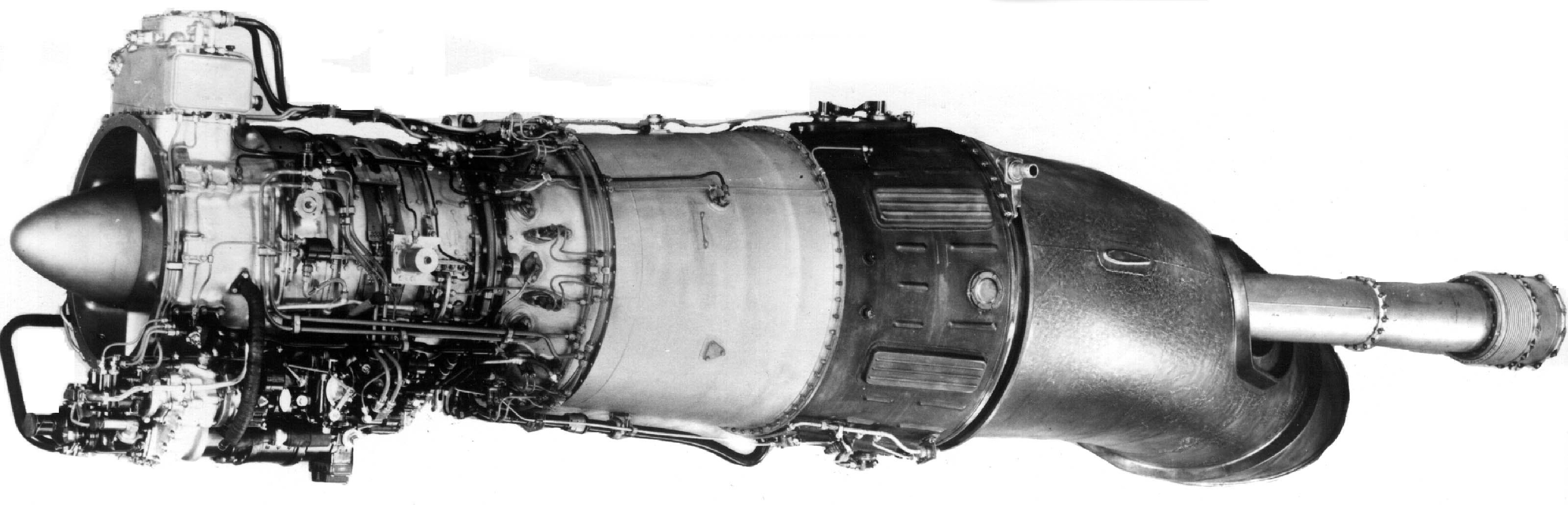
Solowjow D-25W

Das Solowjow D-25W (russisch Соловьёв Д-25) ist ein russisches Hubschraubertriebwerk aus dem Jahre 1960, das von Pawel Solowjow, Chefkonstrukteur bei Awiadwigatel in Perm, konstruiert wurde.
Das W bedeutet Wertoljot (Вертолёт), russisch für Hubschrauber. Die Startleistung des Wellentriebwerks beträgt 5.500 PS (4.045 kW). Jeweils zwei Triebwerke wurden mit einem Reduktionsgetriebe als Antriebssystem im Mil Mi-6 und Mi-10 eingesetzt.
Im Mi-10K kamen später verbesserte D-25WF-Triebwerke mit einer Leistung von je 6.500 WPS (4.781 kW) zum Einsatz.

## Technische Daten
- Länge: 1086 mm
- Höhe: 1158 mm
- Länge mit Transmission: 5537 mm
- Trockenmasse: 1200 kg
- Leistungsbelastung: 0,21 kg/PS
- Wellenleistung: 5.500 PS (4.045 kW) bis 3000 m Höhe
- Spezifischer Kraftstoffverbrauch: 290 g/PSh
- Drehzahl d. Freilaufturbine: 8300 min−1
- Nominalwellenleistung: 4.700 PS (3.457 kW)
- Spezifischer Kraftstoffverbrauch: 300 g/PSh
- Reiseleistung: 400 PS (294 kW)
- Spezifischer Kraftstoffverbrauch: 317 g/PSh
- Maximale Gasaustrittstemperatur: 830 °C
- Kraftstoff: T-1, T-2, TC-1